# Tiger Army
Tiger Army ist eine US-amerikanische  Psychobilly-Band aus San Francisco, Kalifornien.

## Geschichte
Die Band kam Anfang des Jahres 1996 zusammen, als sie ihren ersten Auftritt als Vorgruppe der befreundeten Band AFI hatten. Dafür „liehen“ sie sich deren Schlagzeuger Adam Carson, der schließlich bis 2000 in der Band mitwirkte.
Durch lokale Auftritte und selbstaufgenommene Demotapes wurde Rancid-Frontmann und Hellcat-Records-Mitgründer Tim Armstrong auf die Band aufmerksam. Er nahm Kontakt zu Sänger und Gitarrist Nick 13 (Kearney Jones) auf und bot ihm an, ein Album aufzunehmen. Überglücklich, jedoch auch verärgert, musste Nick 13 Armstrong informieren, dass es noch keine feste Besetzung gibt. Armstrong schlug ihm trotzdem vor eine Studioaufnahme zu machen. Das Resultat war ein Album, welches 1999 erschien und stilistisch recht herkömmlichen Psychobilly beinhaltete. 2000 zog es Nick 13 nach Los Angeles, um eine feste Besetzung für eine Tournee zu finden.
Mit der Veröffentlichung des zweiten Albums II: Power of Moonlite im Sommer 2001 begab sich die Band auf eine 18-monatige Tournee. Sie tourten mehrmals durch einige Staaten der USA, gaben aber auch Konzerte in Japan und Europa. Geoff Kresge, Fred Hell und Nick 13 tourten mit Bands wie Dropkick Murphys, Reverend Horton Heat und The Damned, außerdem trat Tiger Army auf mehreren Festivals auf.
Während die Band Anfang 2003 das dritte Album III: Ghost Tigers Rise einspielte, wurde der Schlagzeuger Fred Hell bei einem Einbruch vier Mal angeschossen. Auch nach mehreren Monaten war er nicht in der Lage, mit der Band das Album aufzunehmen; Mike Fasan, ein Freund der Band, sprang ein und spielte die fehlenden Schlagzeugparts ein. Aus gesundheitlichen Gründen war es Hell nicht mehr möglich, weiter in der Band zu spielen. Im Juni 2007 erschien ein neues Album mit dem Namen Music from Regions Beyond.
Im Februar 2009 verkündete Nick 13, dass die Band eine Pause einlegen wird und er ein Country-orientiertes Soloalbum aufnehmen will. Das Soloalbum erschien 2013.
2019 veröffentlichte Tiger Army ihr neues Album Retrofuture und begab sich wieder auf Tour.

## Musikstil
Ausgehend von Psychobilly wandelte sich der Sound der Band bereits auf dem zweiten Album. Man erkennt Einflüsse von Country-Musikern wie Johnny Cash, auch die Instrumentierung ist vielfältiger (unter anderem wurde eine Hawaii-Gitarre verwendet). Dieser Einschlag ist auf dem 2004 erschienenen dritten Album noch deutlicher wahrnehmbar, während auf dem vierten Werk, Music from Regions Beyond, eine Vielzahl unterschiedlicher Stile von relativ konventionellem Punkrock über Neo-Rockabilly, Alternative Country, Melodic Hardcore, Alternative Rock und New Wave bis hin zu Flamencopop zu hören sind.

## Diskografie
- 1997: Temptation (Chapter Eleven Records, EP)
- 1999: Tiger Army (Hellcat Records)
- 2001: II Power of Moonlite (Hellcat Records)
- 2002: Early Years (Hellcat Records, EP)
- 2004: III Ghost Tigers Rise (Hellcat Records)
- 2007: Music from Regions Beyond (Hellcat Records)
- 2016: V •••– (Rise Records)
- 2019: Retrofuture (Rise Records)